# Jessica Clarke
Pour les articles homonymes, voir Clarke.
Jessica Anne Clarke, née le 5 mai 1989 à Leeds, est une joueuse anglaise de football évoluant au poste de milieu de terrain. Internationale anglaise (41 sélections et 10 buts depuis 2009), elle joue en club avec les Liverpool.

## Biographie
Clarke participe avec la sélection anglaise au Championnat d'Europe de football féminin 2009, où les Anglaises sont finalistes. Elle termine quart de finaliste à la Coupe du monde de football féminin 2011, marquant lors d'un match de groupe remporté face à la Nouvelle-Zélande.
En club, Jessica Clarke joue chez les Leeds Carnegie Ladies jusqu'en 2010, puis elle rejoint les Lincoln Ladies (qui s'appelle maintenant Notts County Ladies).